# Муньос-ди-Мелу
Муньос-ди-Мелу (порт. Munhoz de Melo) — муниципалитет в Бразилии, входит в штат Парана. Составная часть мезорегиона Северо-центральная часть штата Парана. Входит в экономико-статистический микрорегион Асторга. Население составляет 3233 человека на 2006 год. Занимает площадь 137,018 км². Плотность населения — 23,6 чел./км².

## Статистика
- Валовой внутренний продукт на 2003 год составляет 34 707 612,00 реалов (данные: Бразильский институт географии и статистики).
- Валовой внутренний продукт на душу населения на 2003 год составляет 10 485,68 реалов (данные: Бразильский институт географии и статистики).
- Индекс развития человеческого потенциала на 2000 год составляет 0,767 (данные: Программа развития ООН).